# NGC 5256
NGC 5256 este o interacțiune de galaxii situată în constelația Ursa Mare. A fost descoperită în 12 mai 1787 de către William Herschel.